# Sworn to a Great Divide
Sworn to a Great Divide är ett musikalbum av Soilwork, utgivet 2007. Det är det enda albumet av gruppen med gitarristen Daniel Antonsson, som ersatte Peter Wichers när denne lämnade bandet 2005.

## Låtlista
1. "Sworn to a Great Divide"
2. "Exile"
3. "Breeding Thorns"
4. "Your Beloved Scapegoat"
5. "The Pittsburgh Syndrome"
6. "I, Vermin"
7. "Light Discovering Darkness"
8. "As the Sleeper Awakes"
9. "Silent Bullet"
10. "Sick Heart River"
11. "20 More Miles"
12. "Martyr" (bonusspår)